# 桐山結羽
桐山 結羽（きりやま ゆうは、1996年7月18日 - ）は、日本のAV女優。
2022年9月より「桐香 ゆうり（とうか ゆうり）」として活動している。

## 略歴・人物
2017年6月、SODクリエイトの新レーベル「君に惚れた!」の第一弾女優としてAVデビュー。所属事務所はクルーズグループ。
街でスカウトされ興味があったので話だけでもと思っていたが、話を聞いて「良いかも」と思ったのがデビューのきっかけ。オナニーが大好きで毎日しているが、デビュー前の男性経験は1人（中学の同級生）と1度だけ。
着衣作品が多かったこと（乳頭がこすれる率が高い）、乳首責め作品が多かったことから、AV男優のコンピューター園田から「乳首立ちの良い女優」、「自己主張の強い乳首主」と評される。
2021年4月発売の『本能で快楽を求める即マン美女GET 水着ナンパ ～真夏のGALとパコパコ祭り!!～』が2022年4月11日週FANZA動画フロアランキングで1位を記録。
2022年9月28日、NAXへの事務所移籍と「桐香ゆうり」への改名を報告。
2022年10月の同人頒布会「ゆるケット」では最強属性・モデルとして参加。

## 出演作品

### アダルトDVD
- 桐山結羽 AV DEBUT（6月1日、SODクリエイト）
- やっぱり、私はナカでした。 ナカ派 のキミをデカチンピストンで何度もイカせたい。（7月6日、SODクリエイト）
- 拒むカラダは、もういない。 レイプから始まる欲望の淫肉ディスカッション（8月10日、SODクリエイト）
- 男に弄ばれたいと願う従順女子校生 〜とびきり可愛い美少女に生中出し（9月22日、宇宙企画）
- ガチナンパ! ド素人さんの恥じらいSEX! 「何度もイっちゃってるからぁもう止めてぇ!」 童貞くん筆下ろし全員中出しSP!（10月15日、ピーターズ）他出演:明里ともか、浅木真央、内川桂帆、中村日咲
- 顔出し!女子大生限定 ザ・マジックミラー 友達同士2人っきりで初めての混浴温泉♡ 4 リアル素人大学生が日本一エロ〜い車の中で過激ミッションにより徐々に近づく心とアソコ! じわじわ湧き出る性欲で男と女は友情という垣根を越えてしまうのか!? in池袋 乗車人数増量で400分2枚組の徹底調査スペシャル!（11月7日、DEEP'S）※「あかね」名義　他出演:りか、ひな、ゆうな、ももは、あんな、いつき、まみ
- 快楽だけを追求するシロウト人妻 欲求不満を我慢できず自らAVへ応募 File.01（11月17日、MAD）他出演:苑田あゆり、美谷朱里
- ストリップ・ダンス・クイーン（11月25日、1113工房）
- 教え子と生中出し温泉旅行（12月8日、宇宙企画）※「ゆうは」名義
- 乳首用媚薬クリームの訪問販売にハマった人妻さんたち（12月13日、ZUKKON/BAKKON）共演:塚田詩織、倉科もえ、苑田あゆり、久我かのん
- シロウトTV×PRESTIGE PREMIUM 29（12月29日、プレステージ）他出演:枢木あおい、乙都さきの、黒川サリナ、愛葵いちか ほか

- 美人アラサー女子だらけの料理教室で男はボク1人の王様ゲーム! 料理ができればモテる!と思い、料理教室に通ってみると…男はボク1人!しかも周りは結婚願望かなり強めのアラサー女子たち!!フリーターのボクには場違い過ぎた!と思ったら、婚活の一環である合コンの話題から『王様ゲーム』に進展!?するとアラサー女子たちはボクを練習台にしてエッチな命令を連発!!結果、それで勃起したボクのチ○ポを全員がヨダレを垂らすほど欲しがってきて･･･!?（1月7日、Hunter）共演:今井ゆあ、玉木くるみ、桜木優希音、瀬戸すみれ、蓮実クレア
- 『そこ触っちゃダメって言ってるでしょう!!』 ちょっと小生意気な義理の妹が乳首を触られたらエビ反ってしまうほど感じまくりの連続爆イキ!!親が再婚してボクに超カワイイ義理の妹が出来た!!家の中では超無防備でいつもノーブラだから乳首の形は丸わかりだしパンチラだって丸見え!ドキドキしていたけどなかなかの小生意気具合でそんなことでドキドキしている女に不慣れなボクを小バカにしている!あまりにも気になる乳首をガン見していたらまたボクを小バカにしてくるので逆ギレして乳首を思い切って触ったら大きな声で『あーん』とスケベな声を出し、さらに触り続けたら『そこ触っちゃダメ!!気持ちいい』と急にいやらしい女の顔になり感じまくり!!今までボクの事をバカにしていた小生意気な妹が乳首をいじり続けたらエビ反ってしまうほど感じまくって従順な敏感女に豹変!!最後はボクに何度も中出しを求めてきました!!（1月19日、Hunter）他出演:小野寺梨紗、涼宮琴音、宮崎南央、皆野あい
- マジックミラー号ハードボイルド 1秒に19回の激ピスマシンバイブで人生初のポルチオイキを体験して潮を吹きまくった彼女さんはデート中の彼氏を裏切ってデカマラを自分から挿入してしまうのか!?（1月25日、SODクリエイト）他出演:池上まひろ、天海こころ、君色花音、葉月もえ
- ピン勃ち乳首の激イキ変態娘 「乳首、クリが敏感なんです…マ○コに直結してます…オナニーで鍛えたせいかもです…」（1月25日、オーロラプロジェクト）
- 「ダメ…声出ちゃうって!」 声を出しちゃいけない状況でカワイイあの子の股間を陰湿イタズラ責め! スリルとドキドキ感でマ○コが爆濡れ!アヘ声を我慢しながら連続真性中出しSEX!!（2月2日、DOC）他出演:星奈あい、鳴海ゆりあ
- 修学旅行で東京に来たイモだけど超絶かわいい田舎女子○生を「東京案内してあげる」とダマして中出し、お友達を電話で呼び出させてその娘もレ○プ 3（2月8日、サディスティックヴィレッジ）他出演:天海こころ、香苗レノン、葉月もえ、池上まひろ
- SEXの逸材。 VOL.12 ドスケベ素人の衝撃的試し撮り 性癖をこじらせてプレステージに自らやって来た本物素人さん達の顛末。（3月2日、プレステージ）他出演:椎名そら、佐倉ねね、成宮はるあ
- 淫語女子アナ 14 チ○ポ、マ○コをカメラ目線で連呼する超真面目なニュース番組 TVの前のユーザー皆様に究極のオナニーを約束します! -オカズにされたい宣言で激シコ!オナペット女子穴SP-（3月8日、ROCKET）共演:宮沢ゆかり
- 女子〇生 修学旅行 集団夜這い動画 同級生の寝ているすぐ横で…（3月13日、カルマ）他出演:神楽アイネ ほか
- 悪徳エロ歯科医師による女性患者昏睡レイプビデオ（3月13日、カルマ）他出演:今井ゆあ、双海ゆい、さくらみゆき、神楽アイネ、苑田あゆり ほか
- 非現実的妄想劇場 アナタの願望叶えます! 「時間よ止まれ!」 もしも…時間を止められる超能力を使えたら? 今回も制服美少女や女教師!美人OL、白衣の天使の看護師さんたちにい〜っぱい中出ししちゃったぞ!SP（3月13日、カルマ）他出演:双海ゆい、神楽アイネ、さくらみゆき ほか
- 関東圏スーパーマーケット悪徳エロ店長撮影 万引き人妻 中出し折檻ビデオ（3月13日、カルマ）他出演:一ノ瀬恋、さくらみゆき ほか
- 教育委員会大激怒!PTAもあきれ顔!生徒は困惑!保護者は三行半! 学校関係者先生たちのはっちゃけ飲み会映像 ド乱交!激エロいwww 居酒屋店主がネットにUPした盗撮映像の男女はまさかの先生たちで大炎上!（3月19日、熟女はつらいよ）他出演:有坂つばさ、苑田あゆり、神宮寺ナオ ほか
- 『神・展・開!!』 7 偶然見かけた「目が奪われる瞬間」に、その後があるとしたら…。（3月23日、MAGIC）他出演:クロエ、堀越なぎさ
- 全身性感帯 絶倫早漏お漏らし娘 逸材AVデビュー 看護学生かのんちゃん(20歳)（4月6日、ONEZ）※「かのん」名義
- SEXの体位のリハーサルで、マ○コをラップでガードして素股をさせられ、狙ったのか偶然なのか、結局挿入されてナマ中出し!それでも「そんなの当たり前だから」と言われ泣き寝入りするしかないサディスティックヴィレッジの女AD 2（4月12日、サディスティックヴィレッジ）他出演:永井みひな、君色花音、池上まひろ、天海こころ、あやね遥菜、苑田あゆり、桃瀬ゆり、ひなみれん、前園ゆり
- S級素人とたくさんコスって一日中ハメまくり! Vol.004 ダンサーゆうはちゃん(仮名)21歳 Cカップ（4月13日、S級素人）※「ゆうは」名義
- 制服貧乳美少女 Vol.001 放課後ひたすら乳首こねくりっ放し中出しSEX（4月13日、S級素人）他出演:ななせ麻衣、七海ゆあ、苑田あゆり
- NTR 部長と同僚に寝取られたホームパーティー（4月13日、BeFree）※「結羽」名義
- 素人男女モニタリング実験でゲッツ!! 出張マッサージ師♀×巨根サラリーマン♂ 密着施術に興奮したビンビン勃起チ●ポ見せつけたらどうなる!? 仕事中なのに我慢できずパン染みじゅわ〜ッ♡ グチョ濡れマ●コで禁断中出し本番ハメまくり!（4月13日、ゲッツ!!）他出演:優梨まいな、青山はな、望月瑠璃子、明里ともか、平岡里枝子、葵千恵、川口葉純、枡田ゆう子
- 溜まってそうなノーブラ奥さんに媚薬バイブをぶっ挿し固定!! 尻突き出しポーズで放置され、マ●コをヒクヒク痙攣させてヨガり狂うド淫乱妻たち 3（4月13日、ゲッツ!!）他出演:香苗レノン、あやね遥菜、明里ともか
- 絶倫少年の止まらない射精… 不妊治療中の私は産婦人科の待合室で出会った絶倫少年患者に何度も精子を中で出されて妊娠しました。 2 「もうこれ以上、私の中で精子を出さないで!本当にあなたの赤ちゃんできちゃうから」（4月190日、熟女はつらいよ）他出演:有坂つばさ、苑田あゆり ほか
- ナンパTV×PRESTIGE PREMIUM 14（4月27日、プレステージ）他出演:美谷朱里、坂咲みほ、佐々波綾、楓まい、NIMO、優梨まいな、花守みらい
- 痴漢対策で護身術道場に通う女子は、スキだらけで触られても抵抗できないw稽古中に密着セクハラしたところ…（4月27日、ゲッツ!!）他出演:香苗レノン、あやね遥菜、葵千恵
- 生姦妊娠裏バイト（4月29日、MDMA）※「谷田あきな」名義
- バレたらヤバイ状況で妹の友達とこっそりヤル背徳感… こんな事いけないのにお互いムラムラが止まらない!妹には絶対内緒のたっぷり中出しエッチ（5月3日、OFFICE K'S）他出演:星奈あい、浅田結梨
- のぞき見する男とされてる男女のエロス（5月3日、OFFICE K'S）他出演:阿部乃みく、涼宮まろん、宮地亜衣、神納花
- デリヘルを呼んだら高校時代いじめからボクを助けてくれなかった担任教師がやって来た! 高校時代に不良たちから連日いじめられまくるボクを見てもスルーしまくりの美人だけど最低な女!そんな女が今、目の前にデリヘル嬢としてやって来た!昔は虫ケラを見るような目でボクを見下していたのに、今ではボクに体中を舐め回されて好き放題されて涙目。でも気にせず挿れちゃいました!（5月7日、Hunter）他出演:鈴木明那、明里ともか、浅見せな ほか
- 性奴隷の原石。（5月7日、山と空）※「ゆうは」名義
- 街角シロウトナンパ! vol.08 初イキ素人編（5月11日、プレステージ）他出演:枢木あおい、西宮美月、理々香
- 美脚パンスト先生4名大失禁!! 家庭訪問中にお漏らししちゃったエロすぎパンスト女教師と黒スト着衣SEX♡（5月11日、ゲッツ!!）他出演:香苗レノン、葵千恵、明里ともか
- 童貞オタ弟の呪いでリア充兄が女体化! 使う予定のない巨根で敏感ツユダク♀マ●コを杭打ちピストンされメスイキ連発! 屈辱の主従逆転アクメ堕ち!（5月11日、ゲッツ!!）他出演:川口葉純、香苗レノン、苑田あゆり
- 完全主観 Mな貴方にささやくバイノーラル淫語手コキ（5月18日、OFFICE K'S）他出演:小西まりえ、桜木優希音、黒木いくみ、優月まりな
- 女顔舐め（5月18日、OFFICE K'S）他出演:阿部乃みく、神納花、小西まりえ、桜木優希音、宮地亜衣、黒木いくみ
- 初撮り妊娠セックス（5月25日、豊彦）※「有坂さつき」名義
- 神パンスト 人妻や母、働く制服OL等やらしい熟女の美脚を包んだ生ナマしいパンストを完全着衣でムレた足裏からつま先を味わい尽くす! オナニーや顔騎や足コキ、時には中出し時にはお尻にコスってぶっかけとやりたい放題!（6月7日、親父の個撮）
- 地味でオタクなメガネ女子が来たので面接からの流れでAV撮ってみた件 5（6月19日、エンペラー）※「ゆうは」名義
- いつでも射精できる! 抜きやすい挑発パンチラコレクション 6（6月25日、アロマ企画）他出演:紗藤まゆ、澁谷果歩、宮沢ゆかり、明海こう、美咲ヒカル
- HEROINE陵辱倶楽部05 聖戦美少女アルテミスZ（7月27日、GIGA）
- 姉犯日記（8月2日、グローリークエスト）
- 完全ノーカット 何度もイキまくる潮吹き女子○生（8月3日、OFFICE K’S）
- 美聖女戦士セーラーメディカル ～絶望のオーラ～（8月10日、GIGA）共演：持田栞里
- ラブラブオナニーサポート 貴方が大好き（8月13日、アロマ企画）他出演：桜ちなみ、小枝成実、早乙女らぶ、上川星空、豊中アリス
- 私立すけべ椅子女学院（8月13日、アロマ企画）共演：苑田あゆり、水村亜希奈、椎名紗月
- 小悪魔女王蹂躙地獄 Episode-2: 復讐の仇となりし敏感すぎる女体の残酷なる炎上（9月7日、BabyEntertainment）
- 唾液たっぷり! 匂い立つほど濃厚なえげつないベロチュウが大好きな制服美少女（9月14日、宇宙企画）
- ～完全撮り下ろし! 8名の女体激熱パニック～ くすぐりと電マとポルチオ責めで形成される 複合絶頂の壮絶な昇天地獄（9月19日、BabyEntertainment）他出演：黒木いくみ、早乙女らぶ、上野菜穂、中谷玲奈、北川ゆず、早川瑞希、藍川美夏
- 絶対にパンツを脱がさないチ●ポ責め（9月21日、OFFICE K’S）他出演：椎菜アリス、夢乃美咲、あおいれな、涼海みさ
- ヒロイン完勝 美少女戦士セーラーウェヌス 前編（10月12日、GIGA）共演：橘メアリー
- スレンダー×ビキニ×腿コキ（10月13日、アロマ企画）他出演：武藤あやか、石原ルリカ、ひらり、平山明奈
- ヒロイン完敗 美少女戦士セーラーウェヌス 後編（10月26日、GIGA）
- AJOI応援Ver. 女の子に優しく励まされながらオナニーできるDVD（11月13日、アロマ企画）他出演：星咲伶美、七海ゆあ、海空花、豊中アリス、一ノ瀬恋

- 快楽のとりこ（2月13日、S-Cute）他出演：梨杏なつ、市橋えりな、梨々花
- 完全撮りおろし! 主観フェラ抜き体験8時間 Vol.5（2月25日、オーロラプロジェクト）他出演：星奈あい、美谷朱里、枢木あおい、山井すず、愛里るい、星咲伶美、涼宮琴音、若月まりあ、香苗レノン、妃月るい 他
- スーパーヒロインドミネーション地獄 37  レイストーム（3月8日、GIGA）共演：小西まりえ
- 美少女戦士セーラー I ～暗号名はIST～（4月12日、GIGA）共演：久我かのん、夢咲ひなみ
- 貪欲な美体は快楽に乱れる（4月13日、S-Cute）他出演：彩葉みおり、梨杏なつ、新川優里
- スーパーヒロイン絶体絶命!! Vol.71 SPソルジャー ～ソルジャーイエロー 恥辱を止めるな!!～（5月10日、GIGA）
- 泊まりに来た従妹が可愛くなっていて 翌朝ノーブラで僕の白Yシャツを着ていた!（5月17日、Z-MEN）他出演：望月りさ、咲野の花
- 幼なじみが親友の彼女になっていた! 目の前の成長したデカ尻に思わずチンピク! 部屋でみつけた特大バイブをブチ込めばイキ潮連発するんで即ハメ! 2（6月14日、Z-MEN）他出演：夢咲ひなみ、阿由葉あみ
- ヒロイン凌辱 Vol.118  レイストーム（6月14日、GIGA）
- シロウト女子個人撮影ハメ撮り日記 微乳女子大生ゆうはちゃん Cかっぷ（6月22日、シャーク）
- クリトリスの形までクッキリわかる! イキまくりパンツ越しオナニー 4（7月13日、アロマ企画）他出演：倉木しおり、優梨まいな、宮沢ちはる、小島りりか、枝川結衣
- 10分で2度抜き手こきサロン 2（7月25日、アロマ企画）他出演：波多野結衣、豊中アリス、生田みく、あずみひな、藤波さとり、小谷みのり、笹倉杏、後藤里香、佐原由紀、水卜麻衣奈
- 可愛い洋服だから脱ぎません 着衣のままパンティずらしてチ○ポを挿入! フェミニンお姉さん編（7月25日、アロマ企画）他出演：茜はるか、一条みお、美月まい
- 科学鳥人隊スワンファイター 逆襲の性感地獄（7月26日、GIGA）
- PLATINUM 魔法美少女戦士フォンテーヌ ドーピング・レイパーの罠（7月26日、GIGA）共演：佐川はるみ
- 玉舐め69（8月13日、アロマ企画）他出演：後藤里香、前田あこ、一二三鈴、矢野乃々華、平岡花菜、ふわり結愛、紗々原ゆり
- 恥じらい・戸惑い・興奮 パンチラ羞恥面接（8月13日、アロマ企画）他出演：紗々原ゆり、前田あこ、朝香ひなた、小川ひまり、井上愛唯
- 大人になっても性奴隷。―2年間の露出調教記録― 桐山結羽4時間（9月7日、山と空）
- リ・スタートレイプ 終わりなき屈辱（9月7日、ATTACKERS）共演：河南実里
- ローアングルでベストアングル連発!! じっくり仰ぎ見るパンチラ 2  スリル満点! 逆さ撮り編（9月13日、アロマ企画）他出演：波多野結衣、倉木しおり、茜はるか、あけみみう、岬澪、涼城りおな、茜麻衣子、藤井林檎、ふわり結愛、沖田里緒、一宮つばさ
- 触手十字架地獄 4  アクセルガールphoenix（10月11日、GIGA）
- バーチャル淫語乳首オナニー（10月19日、ゑびすさん）他出演：瀬乃ひなた、小川ひまり、百岡いつか、瀬戸すみれ、綾瀬さくら、御坂りあ、NIMO、鈴木ちひろ
- 性交総合大学病院 11科の専門看護師による手淫・口淫・性交―超業務的リアル看護200分（10月24日、SODクリエイト）共演：美園和花、大浦真奈美、水谷あおい、山井すず、三島奈津子、河奈亜依、伊織涼子
- 【乳首でイケるドM妻】 何一つ文句のつけようのない妻の秘密を偶然知ってしまった夜（11月8日、LEO）他出演：梨々花、桐谷なお
- 最強属性 37 (11月29日、最強属性)
- 赴任した学校は『私立泡商学園』ここはソープランドに関する専門教育機関! 生徒は未来のソープ嬢!先生は伝説のソープ嬢!学園唯一の男のボクは生徒たちが腕を磨くための練習台でフル勃起しっぱなしの学園生活! (12月7日、ゴールデンタイム) 共演: 白瀬ゆきほ、七菜原ココ、蒼風とわ、美園和花
- 制服少女パンティ挑発 Vol.2（12月13日、BANG!!）他出演：今井夏帆
- ヒロイン陵辱 Vol.123 ～超戦隊シールドファイブ 狙われたシールドピンク!ドカタ怪人 ガテーンの恐怖～（12月13日、GIGA）
- 女スパイくすぐり拷問（12月27日、GIGA）共演：大迫直子

- カメラに語りかけキスするバーチャル映像（1月19日、ゑびすさん）他出演：日高結愛、瀬乃ひなた、NIMO、桜ねね
- 非変身ヒロイン ～歪んだ裏切り! 絶体絶命ピンクリボン!（1月24日、GIGA）
- 馬乗りで唇奪われディープキス強要され続けながらバキュームフェラでち○ぽ吸い尽くされる その3（2月13日、アロマ企画）他出演：生田みく、嗣永さゆみ、富田優衣、北乃みれい、水卜麻衣奈、宮沢ちはる、一ノ瀬恋、夏原唯、夢乃美咲
- 同人ヒロイン陵辱 02  魔法美少女戦士フォンテーヌ・羞恥陵辱（2月28日、GIGA）
- 卒業 仰げば尊し（3月1日、FAプロ）他出演：香椎えりか、春日カレン
- 「終電ないならウチくる?」 残業で終電を逃がしてしまった俺は誘われるがまま家にお邪魔する事に。いつも会社で見るスーツ姿とは違うゆるい部屋着姿に興奮してしまい…（4月17日、DOC PREMIUM）他出演：飯山香織|、宝生リリー、栗山絵麻
- 「スッゴイ我慢汁♡」淫乱看護師が深夜の童貞狩り! 雄臭い童貞チ●ポに我慢できず、自ら白衣をまくし上げ性の手ほどき… 遂にはゴムがなくなり最後は中出し!!（4月17日、DOC PREMIUM）他出演：小鳥遊ももえ、飯山香織、清音咲良
- イケメンヒーロー女装調教 ～魔少女ベルバルラの恐怖～（4月24日、GIGA）共演：東惣介
- 童貞産婦人科医 小心者のボクが勇気を出して初めてのセクハラ診察（5月1日、OFFICE K’S）他出演：河奈亜依、有栖るる
- 乳首いじりが日常生活に溶け込んだ世界で、いじられていることには気付かないまま乳首を固く勃起させ、乳首イキすらしてしまう日常的敏感乳首生活（5月1日、OFFICE K’S）他出演：馬場のん、美咲結衣、優木なお、有栖るる
- 逆時間停止学園 ～時間を止められ身動き出来ない僕を好き勝手に弄ぶ痴女たち～（5月7日、犬）共演：渚みつき、河奈亜依／他出演：並木塔子、有栖るる、篠崎かんな、馬場のん、玉木くるみ
- 僕のオナホでお姉さまにイカされるのは、まるで3Pで陵辱されてるみたいでスゲー興奮する（5月13日、アロマ企画）他出演：鈴木さとみ、篠宮ゆり、河奈亜依、唯乃光、加賀美まり
- 身体を這うチ○ポを小動物のように愛でる女性たち（5月25日、アロマ企画）他出演：香苗レノン、宇野栞菜、愛乃零、天野玲、海空花
- たっぷり唾液と柔らかい唇… フワトロの口マ○コで最後の一滴まで絞り取る舌品フェラチオ!（6月11日、グローリークエスト）他出演：香坂紗梨、若月みいな、加藤ももか、紺野ひかる、水城奈緒、片瀬仁美、有坂深雪、笠木いちか、松本いちか、ヴァレンタリッチ、新村あかり、聖祐那
- ヒロイン討伐Vol.92 美少女戦士セーラーウェヌス（6月12日、GIGA）
- ぷりぷりの尻まくらでべろべろのディープキスされながらじゅるじゅるのフェラチオされ続ける夢の4Pプレイ（6月13日、アロマ企画）共演：唯乃光、本真ゆり／他出演：阿部乃みく、黒崎さく、あまね弥生
- 突撃訪問SEX! ビビッと即ハメで午前中にスッキリ! 朝しか自由のない専業主婦の家を訪ねて中出ししたら即退散! 2（6月25日、グローリークエスト）他出演：加藤ツバキ、水城奈緒、相楽ゆり子
- ワンダーヴィーナス ブラックオーザム（6月26日、GIGA）
- 最強属性 特別編 コスプレ女子会で桐山結羽レズ解禁&4P（6月26日、最強属性）共演：みひな、ひなちゆん
- 桐山結羽 BEST（7月1日、GOGO!! AV）※単体ベスト
- どんな女でも絶対にイカせる玩具で何度もガチイキするアヘ顔晒しオナニー（7月9日、グローリークエスト）他出演：乙咲あいみ、七瀬もな、西田カリナ、松ゆきの、枢木あおい、笠木いちか、浜崎真緒、紗々原ゆり、春風ひかる、堀沢ゆい、森沢かな、牧村柚希、波多野結衣、大浦真奈美、山井すず
- 超大量オイル×「いい子いい子…」の亀頭撫で回し快感責め（7月13日、アロマ企画）他出演：香苗レノン、宇野栞菜、川崎亜里沙、富田優衣
- 騎神戦隊レジェンミラー 死闘! 悪夢と絶望の悲壮なる最終決戦!!（7月24日、GIGA）共演：凛音とうか、渚みつき
- ホンオナ 令和ver. 02（7月25日、SEX Agent）他出演：高坂あいり、水沢つぐみ、平川琴菜、佐々木玲奈、優希ひまり
- 唾液で責める接吻痴女（8月13日、RADIX/neo）
- 私立腰ふり女学院 痴女特進コース（8月13日、アロマ企画）共演：永野楓果、宮沢ちはる
- 美少女戦士セーラーウェヌス -黄金の星は二度堕つ-（8月14日、GIGA）共演：一条みお
- 美少女戦士セーラーメリウス -闇に染まりし水の星-（8月14日、GIGA）共演：一条みお (主演)
- ガニ股バイブ失禁オナニー（9月10日、RADIX/抜群）他出演：冬愛ことね、河北はるな、川原かなえ、夏希のあ
- 「進路のことで先生の家に来るように言われました」 ゆうはちゃん（9月26日、JUMP）
- JOIを奪い合え! 競う2人のオナニーサポート 2（10月7日、アロマ企画）他出演：新村あかり、若槻さくら、鈴木さとみ、中条カノン、星島るり、春日カレン、夏原唯
- ヒロイン失墜! 魔法聖女仮面ルヴァン（10月9日、GIGA）共演：妃月るい
- 上司に乳首ハラスメントされ続け、早漏イクイク敏感体質に仕込まれた女子社員（10月13日、アリスJAPAN）
- 義姉妹レズビアン ～義妹に誘惑された幼な妻～（11月13日、ユーアンドケイU&K）共演：谷花紗耶
- ヒロイン羞恥の強化実験 美少女仮面オーロラ（11月27日、GIGA）
- 狙いはピンク 戦闘員の復讐（12月11日、GIGA）
- 騎神戦隊レジェンミラー ホワイトユニコーン陥落（12月25日、GIGA）
- 姑と嫁の夜這いレズビアン 4章（12月27日、グラフィティジャパン）他出演：北川友里絵、東条蒼、美月みさと、望月雪、悠木りほ
- 遺影の前で犯される未亡人（12月27日、グラフィティジャパン）他出演：森ほたる、東風かえで、悠木りほ

- 受付嬢in... (脅迫スイートルーム)（1月1日、ドリームチケット）
- SPIDER KIJYOI PORN STAR（1月12日、MERCURY）他出演：真木今日子、蒼井れいな
- 手軽に男をヤリたい放題！欲求不満な女性御用達サービス レンタ彼氏（1月13日、アロマ企画）他出演：峰ゆり香、新村あかり、亜矢みつき、ましろ杏
- 本能で快楽を求める即マン美女GET 水着ナンパ ～真夏のGALとパコパコ祭り！！～（2021年4月15日、ピーターズMAX）

- 働くオンナの見せつけ挑発ダンス（12月10日、うさぎ/妄想族）

### 女性向けアダルトDVD
- Fantasy/story ～性奴隷王子と淫獣伯爵～（2019年4月12日、GIRL'S CH）共演：長瀬広臣、川越ゆい
- 男と女の一部始終。Case 2（2020年9月10日、SILK LABO）共演：及川大智、橘聖人、向理来、桜木優希音

### アダルトVR
- もしも桐山結羽が僕の奥さんだったら…（1月15日、KMPVR）
- 近所で噂の美人女医さんにED(勃起不全)と嘘ついて診察してもらちゃった（6月12日、アロマ企画）共演:北川りこ
- エレベーター緊急停止! 閉じ込められた僕とOL3人（7月25日、アロマ企画）共演：北川りこ、新木さや
- 劇的高画質 昨今のコンプライアンス問題! バレたらヤバい! 禁断の密会! 「ダメ…汗臭いから…だめぇ…!」部活帰りのカラダとマ●コを激責め 愛の絶頂17回「先生のおっきいの…先生好きぃ! イこ! 好き先…! んんんぅぅ!」イキ狂う騎乗位＆正常位中出し（9月22日、ブイワンVR）※FANZA限定配信
- いつでもどこでもJOI（10月5日、SODVR）他出演：一条みお、森はるら、涼宮ましろ、波崎麻里、柳川りおん、栗原くるめ、明音ひかる、吉岡沙華
- 飲尿JOI 女子○生に罵倒され、焦らされながら唾、マン汁を味わい最後は滝の如く顔面に迫るおしっこを飲めるVR（10月19日、SODVR）共演：小西まりえ
- 超リアル 電車痴漢 2（10月26日、SODVR）共演：小西まりえ

- 劇的高画質 桐山結羽 潮吹き絶頂46回 オマ●コ壊れちゃう!（5月4日、ブイワンVR）※FANZA限定配信
- 【HQ超高画質】尻パブVR 尻フェチのための風俗店OPEN!（5月31日、SODVR）共演：御坂りあ、優梨まいな
- フェラ舌VR 美しい口元から伸びるエロ舌がチ○コにイヤラしく絡みつく（6月14日、SODVR）他出演：古川いおり、波多野結衣、藤波さとり、大槻ひびき、相澤ゆりな、桃尻かのん、優梨まいな、御坂りあ
- HQ 60fps 桐山結羽 仕事中に突然後ろから受付嬢が…あまりにもエロかったので社内中出し!（7月24日、MAX-A VR）
- HQ60fps 無防備な彼女を観察するVR（11月27日、MAX-AVR）他出演：加藤ももか、咲々原リン、八尋麻衣、深田結梨、早乙女らぶ

- 射精ペニバン女子○生のせんずり指示VR（6月12日、ナチュラルハイVR）他出演：河奈亜依、倉多まお、桜美ゆきな、宮沢ちはる
- リハビリ性交VR 腰痛患者がSEXできるまで献身的な性治療（12月7日、SODVR）共演：若宮穂乃

### イメージDVD
2017年
- 放課後の君と（9月1日、half moon）

2019年
- Kusuguri Time（5月15日、スパークビジョン）
- Tickling X（8月15日、スパークビジョン）
- くすぐり村からやってきました♥（10月26日、スパークビジョン）

2020年
- くすぐりと舌ベロ（1月15日、スパークビジョン）

### アダルトグッズ
- 桐山結羽 等身大抱き枕カバー ＜SexyランジェリーVer＞（2017年2月25日、ゲファルサ）

## 出演

### オリジナルビデオ
- ダメージングヒロイン04 魔法戦士フィアテーゼ（2019年2月8日、ZENピクチャーズ）魔法戦士フィアテーゼ役[8]

### 舞台
- GIGAスーパーヒロインライブVol.20（2024年8月3日、東京・from scratch）- デイトナイエロー/セーラーユリシス 役[9]